# Ліповець (Кротошинський повіт)
Ліповець (пол. Lipowiec, нім. Liepnitz) — село в Польщі, у гміні Козьмін-Велькопольський Кротошинського повіту Великопольського воєводства.
Населення — 134 особи (2011).
У 1975-1998 роках село належало до Каліського воєводства.

## Демографія
Демографічна структура станом на 31 березня 2011 року:
|          | Загалом | Допрацездатний вік | Працездатний вік | Постпрацездатний вік |
| -------- | ------- | ------------------ | ---------------- | -------------------- |
| Чоловіки | 61      | 8                  | 50               | 3                    |
| Жінки    | 73      | 16                 | 40               | 17                   |
| Разом    | 134     | 24                 | 90               | 20                   |